# 小沢剛
小沢 剛（おざわ つよし、1965年 - ）は、日本の画家、現代美術家。東京芸術大学美術学部先端芸術表現科教授。アーティスト・グループ『昭和40年会』のメンバー。

## 経歴
- 1965年東京都生まれ。
- 1989年、東京芸術大学絵画科油画専攻卒業。
- 1991年、東京芸術大学大学院美術研究科壁画専攻修了。
- 2002-03年、文化庁在外研修員としてニューヨークに滞在。
- 2012年より東京芸術大学美術学部先端芸術表現科准教授。[2]
- 取り扱い画廊はオオタファインアーツだったが、現在はミサシンギャラリー。

## 受賞歴
- 2019年　　第69回芸術選奨文部科学大臣賞 美術部門
- 2014年　　第25回タカシマヤ文化基金 美術賞
- 2000年　　第2回岡本太郎記念現代芸術大賞 準大賞

## 主な作品
- 地蔵建立（1988年〜）
- なすび画廊（1993年〜）
- 相談芸術（1991年〜）
- 醤油画（1998年〜）：美術史上の名画を醤油で描き、素材の違いで成り立つ日本画を風刺した作品。
- ベジタブル・ウェポン（2001年〜）：食材で作った銃を持つ女性を撮影するシリーズ。撮影後に銃を解体して料理し、参加者が食べる。[3][4]

## 展覧会

### 主な個展
- 2012「小沢剛：あなたが誰かを好きなように、誰もが誰かを好き」豊田市美術館
  - 「小沢剛：あなたが誰かを好きなように、誰もが誰かを好き」福島県立美術館
  - 「小沢剛ホワイトアウト大藝術展」（三井寺・成安造形大学連携事業）総本山三井寺釈迦堂・一切経蔵（滋賀）
- 2009「小沢剛：透明ランナーは走りつづける」広島市現代美術館

- 2008「太宰府天満宮アートプログラム—ホワイトアウト」太宰府天満宮宝物殿企画展示室（福岡）
  - 「小沢剛展」高橋コレクション（東京）
  - 「Himming 2008 ベジタブル・ウェポン＠ヒミング」ヒミングアートセンター（富山）

- 2007「七太郎企画：ハチミツと極東と美術」オオタファインアーツ（東京）
- 2005「コロポックルは君に語りかける」イヴォン・ランベール（パリ）
  - 「台北国際芸術博覧会：年度芸術家——小沢剛」、台北国際貿易センター、台北

- 2004「ワンマングループショウ2」オオタファインアーツ（東京）
  - 「同時に答えろYesとNo!」森美術館（東京）

- 2000「常設：小沢剛のジゾウイング」オオタファインアーツ（東京）
  - 「小沢剛：わりと最近の仕事」オオタファインアーツ（東京）
- 1999「醤油画資料館別館」オオタファインアーツ（東京）

- 1998「ワンマングループショウ 岡本一太郎、岡本二太郎、岡本三太郎、小沢剛の作品展」 オオタファインアーツ（東京）
  - 「JIZOING and New Nasubi Gallery」アジアン・ファイン・アーツ・ファクトリー（ベルリン）

- 1996「初期の小沢剛展」オオタファインアーツ（東京）
  - 「初期の小沢剛展」モマ・コンテンポラリー（福岡）

- 1995「JIZOING」青井画廊（大阪）
- 1994「なすびとJIZO」メモリーズギャラリー（名古屋）
- 1993「SO-DAN ART」Trance x Trance Vision（東京）
- 1992「JIZONG」青井画廊（大阪）

	「JIZONG」細見画廊（東京）

### 主なグループ展
- 2013「福岡現代美術クロニクル1970-2000」福岡県立美術館、福岡市美術館

　　　　「Zizhiqu」［西京人］広東時代美術館

　　　　「Xijing Men Collaborative」H&Rブロック・アートスペース（カンサスシティ、アメリカ）

- 2012「ダブル・ビジョン：現代日本美術展」モスクワ市立近代美術館、ハイファ博物館群（イスラエル）

　　　　「コレクション展2012-I　ビルヂング　美術という建築」広島市現代美術館

　　　　「大地の芸術祭　越後妻有アートトリエンナーレ2012」（新潟）

　　　　「小沢剛：あなた誰かを好きなように、誰もが誰かを好き」豊田市美術館（愛知）

　　　　「光州ビエンナーレ2012」

　　　　「The World Portable Gallery Convention 2012」アイレベル・ギャラリー（ハリファックス、カナダ）

　　　　「ON THE PHOTOGRAPHY 小沢剛、志水児王、バク・スンウ」ミサシンギャラリー（東京）

　　　　「混浴温泉世界2012」大分県別府市内各所

- 2011-12「The Global Contemporary – Art Worlds After 1989」ZKM（カールスルーエ、ドイツ）

　　　　「プロスペクト2」現代美術センター（ニューオリンズ）

- 2011「XIJING」［西京人］、Fondazione Bevilacqua La Masa（ヴェネツィア）

　　　　「昭和40年会―ウィ・アー・ボーイズ！」クンストハーレ・デュッセルドルフ / National Cultural-Art and Museum Complex Mystetskyi Arsenal（キエフ、ウクライナ）

　　　　「Shifting Surfaces」［西京人］、アートソンジュ・ミュージアム（キョンジュ、韓国）

　　　　「Between Utopia and Dystopia」Museo Universitario arte contemporáneo（メキシコ）

　　　　「黄金町バザール2011」小串スタジオ（横浜、神奈川）

　　　　「藝大・台東・墨田観光アートプロジェクト：油絵茶屋再現」浅草寺（東京）

　　　　「Museum Show」Arnolfini（ブリストル、イギリス）

　　　　「会津・漆の芸術祭〜東北へのエール〜」井上一夫商店（会津若松、福島）

- 2010「Double Infinity」［西京人］、ドイツ文化センター（上海）

　　　　「あいちトリエンナーレ2010」［西京人］、あいち芸術文化センター（愛知）

　　　　「An Unexpected turn of events―チェン・シャオションと小沢剛」オサージュ・ギャラリー（上海 / 香港）

　　　　「胸さわぎの夏休み」福島県立美術館

　　　　「会津・漆の芸術祭」会津若松市、喜多方市、三島町、昭和村（福島）

　　　　「Tricksters Tricked」［西京人］、ヴァン・アベ美術館、アイントホーフェン（オランダ）

　　　　「メディア・シティ・ソウル2010」［西京人］、ソウル市立美術館

　　　　  公開制作50　小沢剛「できるかな2010」、府中市美術館

- 2009「Fact and Fiction―UBSアートコレクションの最近作より」広東美術館（広州）

　　　　「The first stop on the super highway」[西京人]、ナム・ジュン・パイク・アートセンター（ソウル）

　　　　「越後妻有トリエンナーレ2009」（新潟）

　　　　「水都大阪2009」中之島公園（大阪）

　　　　「第4回福岡アジア美術トリエンナーレ2009」福岡アジア美術館

　　　　「第10回リヨン・ビエンナーレ」［西京人］、La Sucriére（リヨン）

　　　　「Images Recalled – Bilder Auf Abruf」クンストハーレ・マンハイム

- 2008-09「高橋コレクション展： neoteny japan」霧島アートの森（鹿児島）、札幌芸術の森（北海道）、上野の森美術館（東京）

　　　　「The Fifth Floor-Ideas Taking Space」［西京人］、テート・リヴァプール（リヴァプール）

- 2008「もうひとつの風景：森アートコレクションより」森美術館（東京）

　　　　「シェルター×サバイバル―ファンタスティックに生き抜くための『もうひとつの家』―」広島市現代美術館（広島）

　　　　「トゥー・アーリー・フォー・ヴァケーション/第32回アニュアル・エキシビション・オヴ・ヴィジュアル＋アート」リマリック・シティ・ギャラリー・オブ・アート（リマリック、アイルランド）

　　　　「トムヤム・プラーディック」ジム・トンプソン・アートセンター（バンコック）

　　　　「ヘヴィー・ライト：リーセント・フォトグラフィー・アンド・ヴィデオ・フロム・ジャパン」国際写真センター（ニューヨーク）

　　　　「ドーム：そのモニュメントをめぐるアーティストの試み」広島市現代美術館（広島）

　　　　「アートでかけ橋」アサヒビール大山崎山荘美術館（大山崎町内、京都）

　　　　「赤坂アートフラワー 2008」旧赤坂小学校（東京）

　　　　「西京オリンピック：チェン・シャオション、ギムホンソック、小沢剛」［西京人］、ボアズ・リー・ギャラリー（北京）

　　　　「第3回南京トリエンナーレ」［西京人］、南京美術館（南京）

　　　　「金沢アートプラットホーム」尾張町町民文化館（金沢）

　　　　「プラットフォーム・ソウル 2008」［西京人］、クッチェ・ギャラリー（ソウル）

　　　　「Moving Horizons: UBSアートコレクション 1960年代から現代」国立美術館（北京）

　　　　「第13回バングラデシュ・ビエンナーレ」ナショナル・アート・ギャラリー、オスマニ記念ホール、バングラデシュ国立博物館（ダッカ）

- 2007「笑い展：現代アートにみる『おかしみ』の事情」森美術館（東京）

　　　　「IL FAUT RENDRE À CÉZANNE...」コレクション・ランベール・アン・アヴィニョン（アヴィニョン、フランス）

　　　　「アートの変温層―アジアのニュー・ウェイブ」 ZKM（カールスルーエ、ドイツ）

　　　　「大和ラヂエーター・ファクトリー Vol.04」大和ラヂエーター・ビューイングルーム（広島）

　　　　「ルクセンブルク 2007 TRANS(IENT) CITY Lab 3」ハレ・ポール・ヴュルト、アーバン・ラボ・スペース（ルクセンブルク）

　　　　「美麗新世界：当代日本文化」［西京人］、長征空間（北京）/ 広東美術館（広州）

　　　　「トゥモロー」［西京人］、アート・ソンジェ・センター / 錦胡（クモ）美術館（ソウル）

　　　　「伝統と現代―墨、単色の世界」旧坂本小学校（東京）

- 2006「広東東京 小沢剛＋陳劭雄」オオタファインアーツ（東京）

　　　　「エステとダイエット」ベルガモ近現代美術館（イタリア）

　　　　「ベルリン―東京/東京―ベルリン」ベルリン新国立美術館

　　　　「夏天的暇日：陳劭雄、小沢剛と家族」ユニバーサル・スタジオ（北京）

　　　　「縄文と現代」青森県立美術館

　　　　「直島スタンダード2」直島（香川）

　　　　「ホェアエヴァー・ウィ・ゴー」スパッツィオ・オーベルダン（ミラノ）

　　　　「この20年の、20のアート」札幌芸術の森美術館

　　　　「All look same?/TUTTTUGUALE? ―日本、中国、韓国の美術」サンドレット・レ・レバウデンゴ財団現代美術館（トリノ）

　　　　「第5回アジア・パシフィック・トリエンナーレ」クイーンズランド・アート・ギャラリー/現代美術ギャラリー（ブリスベン、オーストラリア）

　　　　「第5回深せん国際水墨画ビエンナーレ」何香凝美術館、深せん

- 2005 「ポートレイト」ガレリア・レメ（サンパウロ）

　　　　「会田誠・小沢剛・山口晃」大原美術館有隣荘（倉敷）

　　　　「ポップ！ポップ！ポップ！」ガナ・アート・センター（ソウル）

　　　　「キャンプ（サイト）」ウォルター・フィリップ・ギャラリー（カナダ）

　　　　「第2回広州トリエンナーレ」広州美術館（広州）

- 2004「あきまへん」メゾン・フィル・ドゥ・ワゼム（リール、フランス）

　　　　「コピーの時代―デュシャンからウォーホル、モリムラへ」滋賀県立近代美術館

　　　　「スウェディッシュ・ハーツ」ストックホルム近代美術館

　　　　「ええじゃないか！」コレクション・ランベール・アン・アヴィニョン（アヴィニョン）
	
　　　　「ニッポン・タイム・リサイクルド」イヴォン・ランベール（ニューヨーク）

　　　　「アダプティヴ・ビヘイヴィアー」ニュー・ミュージアム・オヴ・コンテンポラリー・アート（ニューヨーク）

　　　　「ゾーン・オヴ・アージェンシー」ヴィッラ・ゼルビ（レッジョ・カラブリア、イタリア）

- 2003「緯度が形になるとき：グローバル時代のアート」ウォーカー・アート・センター（ミネアポリス）/ Fondazione Sandretto Re Rebaudengo（トリノ）

　　　　「ジャパン・ナウII—篠田太郎と小沢剛」カパセーチ・エンタテイメンツ（リオデジャネイロ）

　　　　「第50回ヴェネツィア・ビエンナーレ/ゾーン・オヴ・アージェンシー」アルセナーレ（ヴェネツィア）

　　　　「希望/HOPE—未来は僕等の手の中」ラフォーレミュージアム原宿（東京）

　　　　「チェ、クソンウォン＋オザワ展」オオタファインアーツ（東京）

　　　　「大地の芸術祭　越後妻有アートトリエンナーレ2003」（新潟）

　　　　「第８回イスタンブール・ビエンナーレ」アヤ・ソフィア（イスタンブール）

　　　　「千葉アートネットワーク・プロジェクト」千葉市美術館/いずみ地区（千葉）

　　　　「双重時間―アジア現代美術展」中国美術学院（坑州）

- 2002-03「アンダー・コンストラクション」東京オペラシティアートギャラリー
- 2002「アジアン・ヴァイヴ」カステリョン現代美術スペース（EACC）（バレンシア、スペイン）

　　　　「新版 日本の美術 伝統のもう一つの継承者たち」山梨県立美術館

　　　　「光州ビエンナーレ2002 PAUSE」（光州）

　　　　「スモール・イズ・OK」フリ・アール（フリブール、スイス）

- 2001-02「ファンタジア」スペースimA（ソウル） / 遠洋芸術センター（北京）
- 2001「小沢剛★中山ダイスケ クロスカウンター」川崎市岡本太郎美術館（神奈川）

　　　　「パブリック・オファーリング」ロサンゼルス現代美術館

　　　　「生きろ」クレラー=ミュラー美術館（オッテルロー、オランダ）

　　　　「第2回ベルリン・ビエンナーレ」（ベルリン）

　　　　「アートクロッシング広島」広島市内各所（広島）

　　　　「ザ・ギャラリー：アンカヴァード」エセックス大学（イギリス）

　　　　「アート・一日小学校—家庭訪問編」ワタリウム美術館（東京）

　　　　「横浜トリエンナーレ2001」（神奈川）

- 2000-01「ランデヴー」コレクション・ランベール・アン・アヴィニョン（アヴィニョン）

　　　　「難民の子供たちのための遊び場とおもちゃ」国際赤十字・赤新月社美術館（ジェノヴァ）他

　　　　「わたしの家はあなたの家、あなたの家はわたしの家」ロダン・ギャラリー（ソウル） / 東京オペラシティギャラリー

- 2000「空き地」豊田市美術館（愛知）

　　　　「VOCA展2000 現代美術の展望—新しい平面の作家たち」上野の森美術館（東京）

　　　　「コンチネンタル・シフト」ルートヴィヒ・フォーラム（アーヘン）他

　　　　「ダーク・ミラーズ・オブ・ジャパン」デ・アペル（アムステルダム）

　　　　「ミュージアム・シティ・福岡 2000［外出中］」旧御供所小学校（福岡） 

- 1999-2000「GAME OVER」ワタリウム美術館（東京）
- 1999「ひそやかなラディカリズム」東京都現代美術館

　　　　「第1回福岡アジア美術トリエンナーレ 1999」福岡アジア美術館

　　　　「Hack the Future! 美術の闖入者たち—秋山祐徳太子&小沢剛」上野の森美術館EXTRA / 東宝チェリー（東京）

- 1998-99「日韓現代美術展 自己と他者の間」目黒区美術館（東京）/ 国立国美術館（大阪）/ 韓国文化芸術振興院美術会館（ソウル）
- 1998「TAKEOコミュニケーションデザイン 1998ペーパーショー」スパイラルガーデン（東京）

　　　　「1998 台北ビエンナーレ/欲望場域」台北市立美術館

　　　　「どないやねん！」フランス国立高等美術学校（パリ）

- 1997-99	「シティーズ・オン・ザ・ムーヴ」ゼツェッション館（ウィーン） / ボルドー現代美術館 / P.S.1コンテンポラリー・アート・センター（ニューヨーク） / ルイジアナ近代美術館（デンマーク）他
- 1997「昭和40年会 / 東京からの声」ガレリア・メトロポリターナ・デ・バルセロナ（バルセロナ）/ ACCガレリー・ヴァイマール（ヴァイマール）
- 1997「ガラ・ベネフィット」ザ・ニュー・ミュージアム・オヴ・コンテンポラリー・アート（ニューヨーク）
- 1996「Atpic Site “On Camp/Off Base”」ビッグサイト（東京）

　　　　「再生と記憶」代官山同潤会アパート（東京）

　　　　「写楽再見」国際交流フォーラム（東京）［世界40都市以上に巡回中］

　　　　「昭和40年会」シナプス画廊（東京）

- 1995「モルフェ’95」青山全域（東京）

　　　　「LITTLE APERTO」ヴェネツィア路上

- 1994-95「液晶未来—現代日本写真」フルーツマーケット・ギャラリー（エジンバラ）/シャルロッテンボルグ（コペンハーゲン）/スパイラルガーデン（東京）/新造形美術協会（ベルリン）他
- 1994「新宿少年アート」歌舞伎町路上（東京）

　　　　「昭和40年会インなすび画廊」六本木WAVE（東京）

　　　　「ミュージアムシティ天神」福岡市内各所

- 1993「fo(u)rtunes」レントゲン藝術研究所（東京）

　　　　 「ザ・ギンブラート」銀座路上（東京）

　　　 「写真で語る III」東京芸術大学藝術資料館陳列館（東京）

＜舞台＞

- 2013　F/T13イェリネク連続上演「光のない。（プロローグ？）」（作：エルフリーデ・イェリネク、演出・美術：小沢剛）、東京芸術劇場シアターイースト（東京）

## 主な収蔵先
- 東京都現代美術館
- 福岡アジア美術館
- 国際交流基金
- ワタリウム美術館（東京）
- 豊田市美術館
- コレクション・ランベール（アヴィニョン）
- 滋賀県立近代美術館
- 広島市現代美術館
- 大原美術館（倉敷）
- クイーンズランド現代美術ギャラリー（ブリスベン）
- 森美術館（東京）
- UBSアートコレクション
- 金沢21世紀美術館
- 国立国際美術館
- M+ (香港）

## 著作
- 『線の演習―建築学生のための美術入門』小沢剛・塚本由晴 編著、彰国社、2012年 ISBN 978-4395241125
- 『小沢剛世界の歩き方』OTA FINE ARTS＆イッシプレス、1999年 ISBN 978-4-900398-37-5

## その他
1993-95	「なすび画廊」オーナー

1997-	「新なすび画廊」オーナー